# Алёшкин, Вадим Альбертович
Вадим Альбертович Алёшкин (13 ноября 1990, Пермь, СССР) — российский легкоатлет, тренер, общественный деятель, участник проекта «Русский ниндзя» на «Первом канале». Чемпион Альтернативных Паралимпийских Игр (прыжки в длину). Двукратный бронзовый призёр чемпионата мира по лёгкой атлетике. 13-кратный чемпион России. Призёр России, Европы и Мира по армрестлингу.
Трижды (2010, 2015 и 2016) признавался лучшим спортсменом в Челябинской области, многократный рекордсмен России в прыжках в длину, Мастер спорта международного класса РФ.

## Биография
Вадим Алёшкин родился 13 ноября 1990 года в Перми.
Окончил факультет управления Челябинского государственного университета.
С 2009 года начал вести тренерскую деятельность. В 2012 году тренер — преподаватель Челябинского государственного университета. За годы работы подготовил ряд призёров всероссийских и международных соревнований.
С 2017 года Председатель Регионального отделения Общероссийская общественная организация «Всероссийская Федерация спорта лиц с поражением опорно — двигательного аппарата» в Челябинской области.
В 2018 году принимал участие в проекте 1 канала «Русский ниндзя».
В 2020 году возглавил первую открывшийся в Челябинской области Спортивную школу по адаптивным видам спорта города Челябинска.
С 2021 года Президент Региональной общественной организации «Федерация армрестлинга Челябинской области».

## Спортивная карьера
Спортивный путь начал в 2007 году. Пробовал себя в разных видах спорта в армрестлинге, велоспорте. С 2012 года начал профессионально заниматься лёгкой атлетикой, специализируясь в прыжках в длину.
В 2016 году должен был ехать на Летние Паралимпийские игры в Рио, но МПК отстранил российскую сборную от участия.